# Tswana jezik
Jezik tswana (ISO 639-3: tsn), jedini predstavnik nigersko-kongoanske podskupine tswana, kojim govori preko 4 500 000 ljudi u Bocvani, Južnoafričkoj Republici, Namibiji i Zimbabveu. Pripadnici etničke grupe Tswana (Bečuana) (iz Bocvane) podijeljeni su na niz plemena koja govore s više dijalekata: tlhaping (tlapi), hurutshe, rolong, kwena, kgatla, ngwatu (ngwato), tawana, lete, ngwaketse, tlokwa i sehurutshe. Standardni jezik tswana temelji se na dijalektu sehurutshe.
U Južnoafričkoj Republici gdje je jedan od službenih jezika govori ga 3 410 000 ljudi, više nego u Bocvani (nacionalni jezik; 1 070 000; Johnstone, 1993. g.). U Namibiji je također nacionalni jezik (12 300 govornika 2006. god.), a koristi se u obrazovanju i administraciji; 29 400 u Zimbabveu (popis iz 1969. g.).

## Vanjske poveznice
- Ethnologue (14th)
- Ethnologue (15th)